# Волфганг II фон Льовенщайн-Шарфенек
Волфганг II (III) фон Льовенщайн-Шарфенек (на немски: Wolfgang II (III) von Löwenstein-Scharffeneck-Hohentrins; * 19 август 1555; † 28 ноември 1596, Ландау) от фамилията Льовенщайн-Вертхайм, е граф на Льовенщайн-Шарфенек-Хоентринс (1571 – 1581 – 1596).

## Живот
Той е по-малкият син на граф Волфганг II фон Льовенщайн (1527 – 1571) и съпругата му Розалия/Розилия фон Хевен (1530 – 1581), дъщеря на фрайхер Георг фон Хевен († 1542) и съпругата му Елизабет фон Хоенлое-Нойенщайн († 1536/1540).
Волфганг се жени на 18 октомври 1585 г. за графиня Катарина Анастасия фон Валдек-Айзенберг (* 20 март 1566; † 8 февруари 1635), дъщеря на граф Волрад II фон Валдек († 1578) и Анастасия Гюнтера фон Шварцбург-Бланкенбург-Рудолщат († 1570).
Волфганг II получава през 1571 г. господството Хоентринс в Граубюнден и наследява през 1581 г. бездетния си по-голям брат граф Хайнрих фон Льовенщайн-Шарфенек († 2 януари 1581).
Волфганг умира на 28 ноември 1596 г. в Ландау на 41 години и е погребан там.

## Деца
Волфганг и Катарина Анастасия имат двама сина:
- Георг Лудвиг фон Льовенщайн-Шарфенек (* 25/29 януари 1587; † 3 януари 1633), граф на Льовенщайн-Шарфенек (1596 – 1633), женен за Елизабет Юлиана фон Ербах (* 13 януари 1600; † 29 май 1640)
- Йохан Казимир фон Льовенщайн-Шарфенек (* 29 август 1588; † 10 юни 1622), граф на Льовенщайн-Шарфенек, женен за Елизабет Дудлей (* 25 март 1599; † 1660)